# 帰り来ぬ青春
「帰り来ぬ青春」（かえりこぬせいしゅん、Hier encore）は、フランスのシンガーソングライターであるシャルル・アズナヴールが、1964年に発表した楽曲である。
原題（フランス語題）の意味は「昨日だけ」。英語題 Yesterday, When I Was Young、イタリア語版、スペイン語版も制作されている。

## カバー
アメリカではカントリー・ミュージシャンのロイ・クラークが1969年にカバーしたバージョン（英訳詞：Herbert Kretzmer）がBillboard Hot Country Singlesチャートで9位（総合チャートのBillboard Hot 100では19位）を記録したほか、ビング・クロスビー、シャーリー・バッシー、ジャック・ジョーンズ、エルトン・ジョンなど多くのアーティストによってカバーされている。ビルボードによると1972年までに90回以上カバーされている。
日本では深緑夏代、美川憲一（訳詞：真咲美岐）、尾崎紀世彦（訳詞：吉原幸子）、クミコ（訳詞：吉原幸子。ただし尾崎紀世彦版とは別歌詞）、ザ・ピーナッツ（訳詞：なかにし礼）、ピーター（訳詞：なかにし礼。ザ・ピーナッツ版とは別歌詞だが、ともに歌い手自身の来し方や芸能生活を振り返る内容）、グラシェラ・スサーナ、弘田三枝子、マーサ三宅、和田アキ子などがカバーしている。